# Новоолександрівка (Новоукраїнська міська громада)
Новоолекса́ндрівка — село в Україні, у Новоукраїнській міській територіальній громаді Новоукраїнського району Кіровоградської області. Населення становить 545 осіб.

## Населення
Згідно з переписом УРСР 1989 року чисельність наявного населення села становила 661 особа, з яких 317 чоловіків та 344 жінки.
За переписом населення України 2001 року в селі мешкало 545 осіб.

### Мова
Розподіл населення за рідною мовою за даними перепису 2001 року:
| Мова       | Відсоток |
| ---------- | -------- |
| українська | 95,96 %  |
| російська  | 4,04 %   |